# 남민우 (배우)
남민우(1994년 4월 18일~)는 대한민국의 배우이다.

## 출연 작품

### 영화
- 《동감》 (2022년) - 박남해 역
- 《최면》 (2021년) - 찬규 역
- 《천화》 (2018년) - 서영 역
- 《1987》 (2017년) - 시위대 역
- 《서서평, 천천히 평온하게》 (2017년) - 제중원의사 역

### 드라마
- 《가석방심사관 이한신》 (2024년, tvN) - 최정학 역
- 《엄마친구아들》 (2024년, tvN) - 유튜버 역
- 《제발 그 남자 만나지 마요》 (2020년, MBC Every1) - 옥동진 역
- 《날 녹여주오》 (2019년, tvN) - 김지오 역

### 뮤지컬
- 《미드나잇: 액터뮤지션》(2022년) - 플레이어3/비지터 역
- 《머더러》(2019년) - 피터 역
- 《구: 도깨비들의 노래》(2019년) - 두래 역
- 《신흥무관학교》(2018년) - 이상룡 역